# Sophie von Sachsen-Lauenburg († 1473)

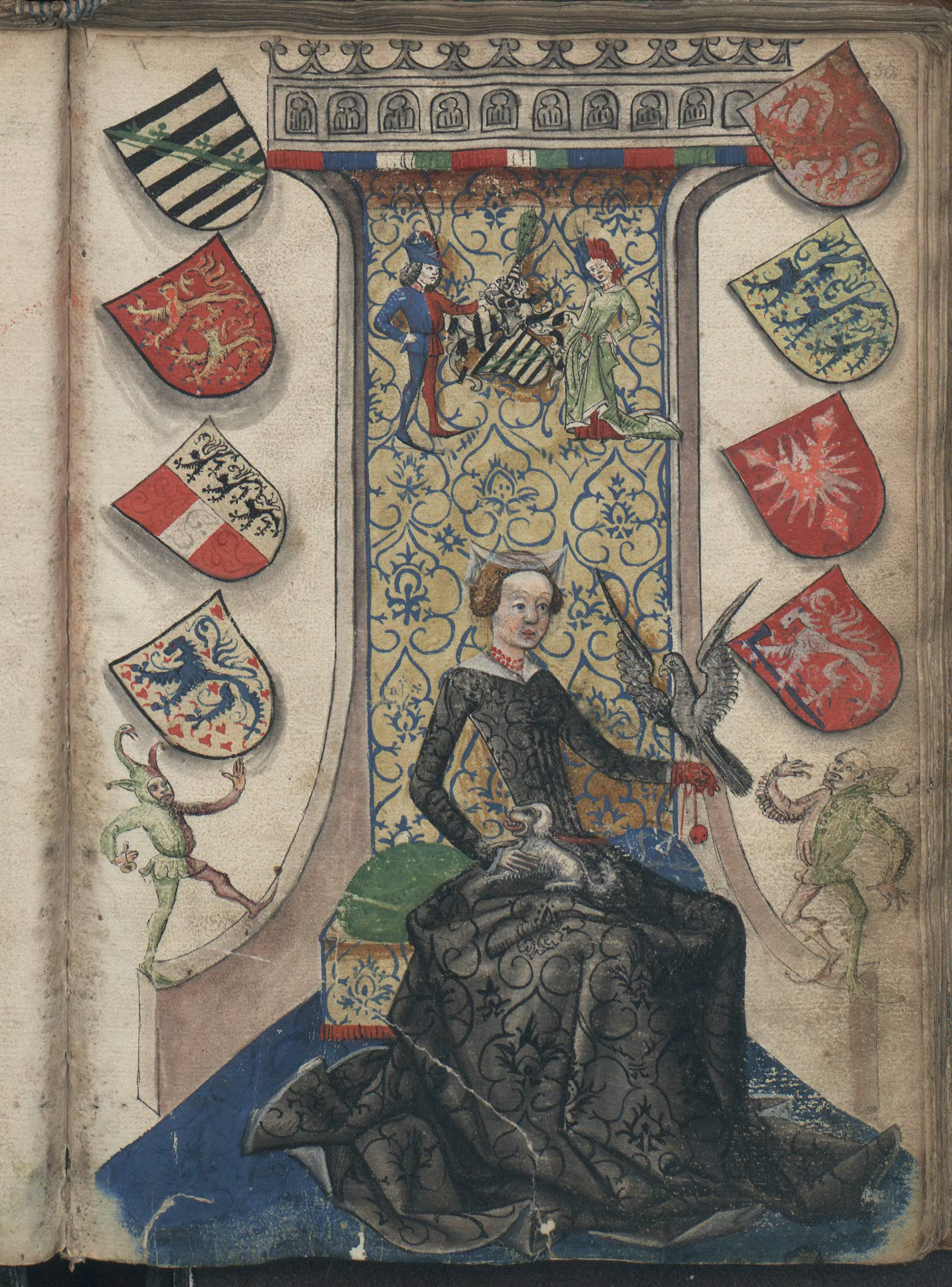
Allegorische Darstellung der Herzogin im Heroldsbuch der jülich-bergischen Hubertusbruderschaft (Biblioteka Jagiellońska Kraków, berol. ms. germ. quart. 1479, Fol. 50r.), um 1463

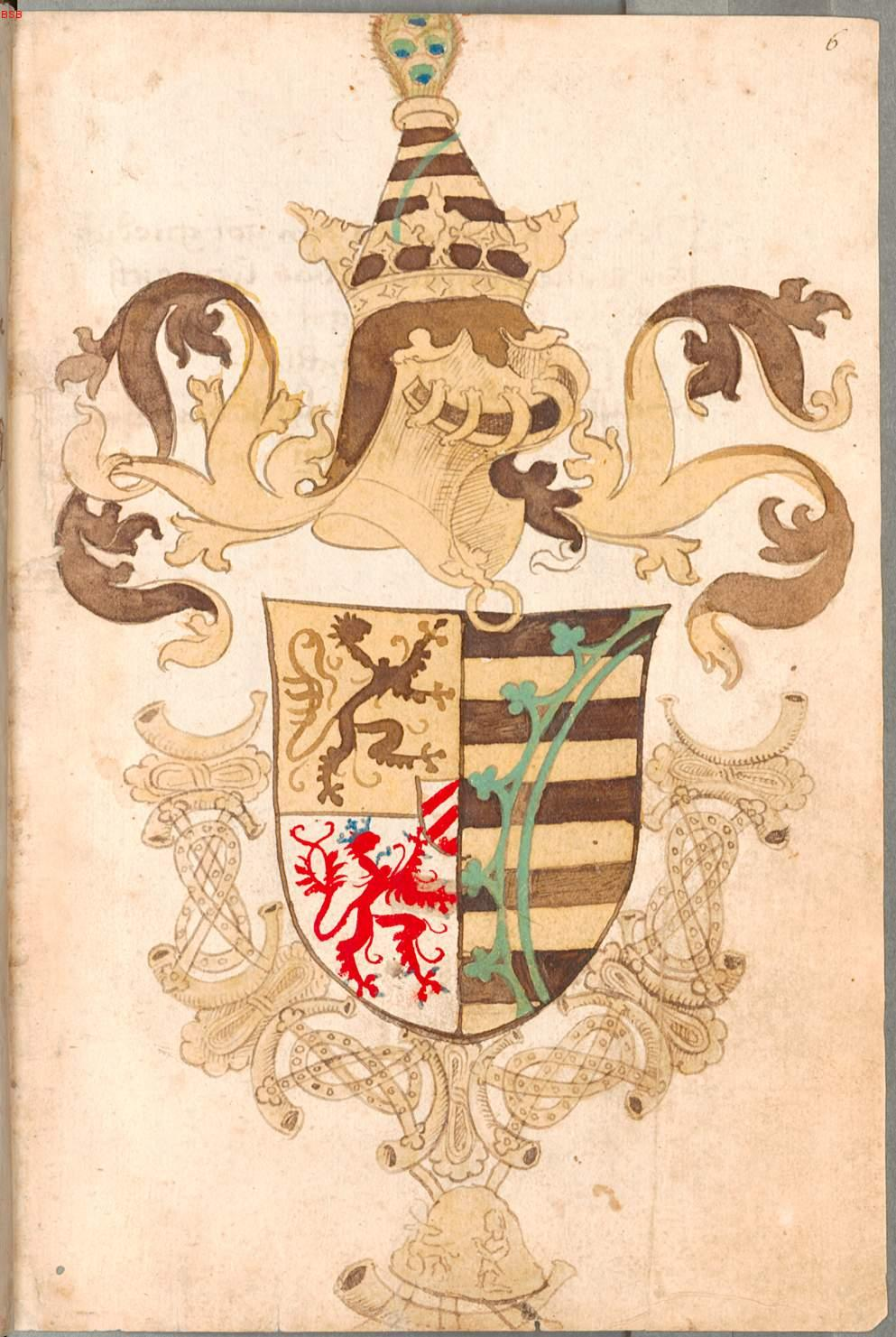
Wappen Sophies im Bruderschaftsbuch des jülich-bergischen Hubertusordens [um 1480

Sophie von Sachsen-Lauenburg (* vor 1444; † 9. September 1473) war eine Prinzessin von Sachsen-Lauenburg sowie Herzogin und von 1456 bis zu ihrem Tod Regentin der Herzogtümer Jülich und Berg, sowie Gräfin von Ravensberg.

## Leben
Sophie war die Tochter des Herzogs Bernhard II. von Sachsen-Lauenburg († 1463) aus dessen Ehe mit Adelheid († nach 1445), Tochter des Herzogs Bogislaw VIII. von Pommern.
Sie heiratete 1444 Herzog Gerhard VIII. von Jülich-Berg, Graf von Ravensberg (1416/7–1475). Um 1456 verfiel Gerhard in geistige Umnachtung und Sophie übernahm die Regierungsgeschäfte im Herzogtum für ihren erstgeborenen Sohn.
Nach der Verleumdung Sophies durch Friedrich von Sombreff belagerten Sophies Söhne dessen Tomburg und eroberten diese 1470. Bei der Belagerung geriet das Kloster Reichenstein in Brand, welches Sophie im Anschluss wieder neu aufbauen ließ.

## Nachkommen
Aus ihrer Ehe hatte Sophie folgende Kinder:
- Wilhelm VIII. (1455–1511), Herzog von Jülich-Berg

⚭ 1. 1472 Gräfin Elisabeth von Nassau-Saarbrücken (1459–1479)
⚭ 2. 1481 Prinzessin Sibylle von Brandenburg (1467–1524)
- Anna

⚭ Graf Johann von Mörs und Saarwerden († 1507)
- Adolf (* 1. August 1458; † 19. September 1473)[2]
- Gerhard († jung)